# Armand Gautier (chimiste)
Pour les articles homonymes, voir Armand Gautier et Gautier.
Armand Gautier, né le 23 septembre 1837 à Narbonne et mort le 27 juillet 1920  à Cannes, est un chimiste français. Il préside la Société chimique de Paris en 1876, 1891 et 1906.

## Biographie

### Carrière
Armand Gautier étudie les sciences et la médecine à l'Université de Montpellier, où il travaille comme préparateur chimiste à partir de 1858. En 1862, il obtient un doctorat en médecine à Paris et travaille comme assistant sous la direction de Charles-Adolphe Wurtz. En 1869, il devient professeur associé et assistant directeur au laboratoire Henri Sainte-Claire Deville à la Sorbonne. Ensuite, de 1875 à 1884, il est directeur adjoint dans la branche « biochimie » du laboratoire. En 1884, il succède à Wurtz comme professeur de chimie organique à la faculté de médecine à Paris,.
En 1889, il devient membre de l'Académie des sciences, avant d'être élu président en 1911.
Il est reconnu pour la découverte des isonitriles en 1866 et pour ses premiers investigations concernant les ptomaïnes. Ses recherches sur les composés arsenicaux sont importantes dans la thérapie moderne.

### Diététicien
Armand Gautier était également un chercheur diététicien. Il a été le président de la Société Scientifique d'Hygiène Alimentaire et d'Alimentation rationnelle de l'homme.
M. Gautier était décrit comme un « homme réformateur » dans le domaine susnommé. Son travail est condensé dans sa publication de 700 pages, Diet and Dietetics.

## Liste des œuvres/Principales publications
- La sophistication des vins : coloration artificielle et mouillage, moyens pratiques de reconnaitre la fraude, J.-B. Baillière et fils (Paris), 1877, Texte en ligne disponible sur LillOnum
- Sophistication et analyse des vins, J.-B. Baillière et fils (Paris), 1891, Texte en ligne disponible sur LillOnum
- Cours de chimie minérale, organique et biologique, Tome 1 chimie minérale, G. Masson (Paris), 1895, 2e édition, Texte en ligne disponible sur LillOnum
- Leçons de chimie biologique, normale et pathologique, Masson et Cie (Paris), 1897, Texte en ligne disponible sur LillOnum